# Buer-Mitte
Buer-Mitte (Buer; IPA: [buːɐ̯]) è un quartiere (Stadtteil) di Gelsenkirchen, appartenente al distretto urbano (Stadtbezirk) di Gelsenkirchen-Nord. Fino al 1928 fu un comune autonomo fuso con gli adiacenti Gelsenkirchen e Horst per formare la città di Gelsenkirchen-Buer, rinominata nel 1930 in Gelsenkirchen.